# Gyuu
Gyuu è il primo album della cantante giapponese Masami Okui uscito il 21 aprile 1995 dalla Starchild. L'album ha raggiunto la quarantasettesima posizione della classifica degli album più venduti in Giappone, vendendo 11 450 copie.

## Tracce
1. Reincarnation
2. Moonlight Angel -Ashita ni Mukatte- (明日に向かって)
3. I Was Born to Fall in Love
4. Ryoute Ippai no Yume (両手いっぱいの夢)
5. FULL UP MIND
6. BEATS the BAND
7. FACE
8. Fushigi na Yoru (不思議な夜)
9. My Jolly Days
10. It's DESTINY -Yatto Meguri Aeta- (やっと巡り会えた)
11. Energy
12. Live Alone... Sennen Tattemo (Live alone... 千年たっても)
13. Dare Yori mo Zutto... (誰よりもずっと...)
14. Bay side love story -from tokyo-